# Brauerei Karg
Vous pouvez aider à l'améliorer ou bien discuter des problèmes sur sa page de discussion.
- Il ne cite pas suffisamment ses sources. Vous pouvez indiquer les passages à sourcer avec {{référence nécessaire}} ou {{Référence souhaitée}}, et inclure les références utiles en les liant aux notes de bas de page. (Marqué depuis avril 2021)
- Il contient une ou plusieurs listes. Le texte gagnerait à être rédigé sous la forme d’un ou plusieurs paragraphes synthétiques, afin d’être plus agréable à lire. (Marqué depuis avril 2021)

- Archive Wikiwix
- Bing
- Cairn
- DuckDuckGo
- E. Universalis
- Gallica
- Google
- G. Books
- G. News
- G. Scholar
- Persée
- Qwant
- (zh) Baidu
- (ru) Yandex
- (wd) trouver des œuvres sur Wikidata

La Brauerei Karg est une brasserie à Murnau am Staffelsee.

## Histoire
Sur le site de la brasserie Karg à Murnau Untermarkt, il y avait le Weißbierbrauerei Hirschvogel, acheté par Andreas Karg en 1912. En 1977, il confie l'affaire à son neveu Franz Schubert, dont la fille, Victoria Schubert-Rapp, est codirectrice générale depuis 2008. Pour des raisons d'espace, la brasserie Karg s'est spécialisée dans la bière de froment à fermentation haute. En 1980, des bières à fermentation basse furent également brassées.
La brasserie Karg eut une petite célébrité lorsque le président américain Barack Obama boit en 2015 une bière de la brasserie au moment du sommet du G7 de 2015 à Schloss Elmau lors d'une visite à Krün.
Depuis début 2018, Karg s'occupe de l'animation du Freilichtmuseum Glentleiten, où sont préparées des bières à fermentation basse.

## Production
- Helles Weißbier
- Dunkles Weißbier
- Leichtes Weißbier
- Staffelsee Gold
- Weizenbock (saisonnière)